# NOTHING FROM NOTHING
《NOTHING FROM NOTHING》為日本歌手濱崎步出道早期以AYUMI featuring DOHZI-T(童子-T) & DJ BASS所發行的一張單曲，1995年9月21日於日本發售。同年12月1日於日本古倫美亞發行同名迷你專輯。

## 單曲

### 說明
本作是濱崎步早期工作空閒的時候与DOHZI-T（童子-T）合作的作品。时年16岁的滨崎步亦因此成为当时日本最年少的嘻哈说唱歌手。

### 收錄歌曲
1. NOTHING FROM NOTHING
作詞：DOHZI-T/作曲：石嶋和雄
2. PAPER DOLL
作詞：DOHZI-T/作曲：石嶋和雄
3. NOTHING FROM NOTHING (Orignal Karaoke)

## 專輯

### 說明
單曲「NOTHING FROM NOTHING」發行之後，另外，同名迷你專輯《NOTHING FROM NOTHING》同年12月1日於日本發售。

### 收錄歌曲
1. NOTHING FROM NOTHING (Single Version)
作詞：DOHZI-T / 作曲：石嶋和雄
2. LIMIT
作詞：AYUMI / 作曲：石嶋和雄
3. PAPER DOLL
作詞：DOHZI-T / 作曲：石嶋和雄
4. Gut it-pez
5. NOTHING FROM NOTHING (Album Version)
作詞：DOHZI-T / 作曲：石嶋和雄
6. Bonus. NOTHING FROM NOTHING (Orignal Karaoke)

1. ↑  来源：北京娱乐信报. . 人民网>日本版. 2007年9月20日  [2007年9月20日] （简体中文）.